# Trithemis bifida
Espèce
Statut de conservation UICN

 LC  : Préoccupation mineure
Trithemis bifida est une espèce d'odonates de la famille des Libellulidae, du genre Trithemis.

## Répartition
C'est une espèce africaine qui a été identifiée dans les pays suivants : République démocratique du Congo, Côte d'Ivoire, Kenya, Sierra Leone, Zambie, Zimbabwe et peut-être Tanzanie.

## Habitat
Zones humides de la zone subtropicale à tropicale, en forêt ou sur les fleuves.